# Justice League: The Flashpoint Paradox
Justice League: The Flashpoint Paradox (llamada Liga de la Justicia: Paradoja del Tiempo en Hispanoamérica) es una película animada de superhéroes, protagonizada por Flash. Está basada en el cómic de Geoff Johns Flashpoint. Está dirigida por Jay Oliva y escrita por Jim Krieg. Es la décima-séptima película animada del universo DC. Su lanzamiento directo a DVD fue el 30 de julio de 2013, en Estados Unidos.
La película fue aclamada tanto por la crítica y el público, elogiando el estilo visual, la animación, la banda sonora, las actuaciones vocales, la profundidad emocional y fidelidad al cómic "Flashpoint Paradox".

## Argumento
Un día, durante su niñez, un joven Barry Allen y su madre, Nora Allen se quedan varados en un costado de la carretera en el desierto luego de que su automóvil sufriese un desperfecto mecánico, por su parte Barry se enfurece con los conductores que van pasando por la carretera, ya que ninguno de ellos se paraba para ayudarlos, entonces su madre lo tranquiliza y le deja una importante reflexión que espera un día lo entienda en la cual le dice: "Acepta las cosas que no puedes cambiar, ten el valor de cambiar las cosas que puedes y ten la sabiduría para conocer la diferencia entre ambas", a pesar de todo, finalmente ambos logran llegar hasta una gasolinera y solucionar sus problemas. Un tiempo después Barry volvía de la escuela, pero al llegar a su hogar encuentra su casa completamente desordenada y con las decoraciones para su fiesta de cumpleaños arruinadas. Para empeorar las cosas también encuentra en el suelo el cuerpo de su madre, quien misteriosamente había sido asesinada y debido al impacto, Barry deja caer todas sus cosas que traía en sus manos, entre ellas una tarjeta que decía: "Feliz Cumpleaños, Mamá".
Unos años después de aquel incidente, Barry, ahora conocido como el súper héroe Flash, visita periódicamente la tumba de su difunta madre, en donde también se arrepiente de no haber llegado antes para salvarla, pero en eso Iris West, el interés amoroso de Barry se aparece en el lugar y trata de consolarlo por su perdida y le recuerda que no debe olvidar las enseñanzas que le dejó su madre, pero en ese momento recibe una alerta de un robo por parte del Capitán Frío, el Capitán Bumerang, Ola de Calor, el Amo de los Espejos y El Trompo en el Museo de Flash, donde acaba derrotando a los villanos fácilmente, sin embargo en un descuido, el Capitán Bumerang consigue atraparlo contra la pared, usando un potente pegamento que impide que Flash, a pesar de su velocidad pueda escapar, posteriormente todos los villanos acorralan a Flash y le mencionan que capturarlo es solo una parte del trabajo, pero en eso Barry les pregunta quien los contrato, ya que los cinco no podrían planear todo esto, hasta que de pronto aparece el verdadero autor de todo esto complot, el malvado velocista mostaza Eobard Thawne, también conocido como Flash Reverso, el cual resulta ser el responsable de contratar a estos cinco villanos como parte de un plan para destruir Central City y acabar con Barry, pero estos mencionan que no trajeron ninguna bomba para tal plan siniestro, sin embargo Eobard les menciona que el si las trajo y resulta que durante su entrada les había colocado unas pequeñas pero poderosas bombas del siglo XXV en los cinturones de cada uno de los villanos. En ese momento todos los villanos intentan quitárselas de encima, pero Flash Reverso les informa que no traten de hacerlo porque sino las harán estallar antes de tiempo, pero en eso Flash le menciona que no necesita destruir a toda una ciudad para solo matarlo únicamente a él, pero Eobard le responde que tiene razón, pero que al menos sus últimos momentos de vida serán agonizantes para Flash y le coloca una bomba más cerca de Barry y le menciona que es hora de que se vaya, sin embargo Barry se las ingenia para usar su velocidad y usa el mismo pegamento en contra de Flash Reverso y lo pega también a la pared junto con la bomba. 
Ante tal situación, Barry le exige a Eobard desactivar las bombas o de lo contrario también morirá con ellos, sin embargo Flash Reverso, en lugar de hacerlo le menciona que si de esa forma puede acabar con Barry de una vez por todas, su vida es un alto precio que esta dispuesto a pagar, pero justo en ese momento Liga de la Justicia llega al lugar para ayudar, en eso Barry le pregunta a Batman si sabe cómo desactivar los dispositivos, pero el murciélago le menciona que como es tecnología del futuro le serán difíciles de desarmar sin hacerlas estallar aun para él; en eso el Capitán Átomo sugiere vaporizar las bombas para desactivarlas, sin embargo Wonder Woman le menciona que eso no es una buena idea, ya que correría el riesgo de vaporizar accidentalmente a los villanos también, en eso Aquaman se aparece en la escena y admite que Diana tiene razón por lo que deciden pensar en otro plan. Rápidamente Diana, usa el lazo de la verdad de Hestia en Flash Reverso y le exige saber como desconectar las bombas, pero desafortunadamente Eobard les revela que ya no pueden hacer nada para detenerlas y que en unos minutos todos estarán muertos, al no tener más opciones, Barry le sugiere a cada miembro de la Liga tomar a un súper villano y llevarlo tan lejos como sea posible de Central City, en eso Batman sugiere que una vez que estén todos en una zona segura cada uno pensara como desactivar los dispositivos, pese a la negación de dejar solo a Barry, Linterna Verde decide llevarse a Batman junto a Mirror Master hasta el espacio exterior, donde el murciélago contra todo pronóstico consigue quitarle el dispositivo antes de que explote, por su parte el Capitán Átomo y Cyborg se llevan al Capitán Boomerang en donde el súper héroe cibernético consigue sobrecargar la bomba y desactivarla, entre tanto Wonder Woman se lleva al Capitán Frío hasta un bosque cercano y usa una de las pistolas de congelación de este villano para congelar la bomba y acto seguido se la arranca del cinturón, para luego lanzarla por los aires la cual momentos después explota, por otro lado Aquaman se lleva hasta el puerto a Top y acto seguido lanza a este villano al océano, para luego invocar a un millón de microbios marinos y hacer que estos se coman el cableado interno de la bomba, donde momentos después consigue desactivarla y finalmente Supermán se lleva Ola de Calor, en donde el kryptoniano decide sujetar con sus propias manos la bomba hasta que la misma explote sin causar ningún daño. De regreso en el museo, Thawne sigue alardeando que a pesar de que Flash logró minimizar la destrucción de la ciudad, la bomba final que esta con ellos ahora mismo será la encargada de convertirlo en cenizas, sin embargo Flash usando sus poderes consigue crear una esfera de energía, para hacer un pequeño PEM y consigue desactivarla antes que la misma explote. Horas más tarde todos los villanos son arrestados y enviados a prisión, pero antes de ser llevado bajo custodia, Flash Reverso se burla de Flash mencionándole que disfrute sus victorias mientras puede, ya que a pesar de lo muy rápido que corra no podrá salvarlos a todos, en especial a los que más le importa, refiriéndose despóticamente hacia la muerte de su madre. Una vez que Supermán se lleva a Flash Reverso de la escena, Batman le menciona que Eobard es solo un sociópata clásico y que no deje que sus palabras lo afecten, pero en eso Barry se queda algo pensativo y decide salir corriendo como de costumbre.
Al día siguiente, Barry se despierta para descubrir que el mundo ha cambiado radicalmente: sus poderes se han ido, su madre está viva, su esposa Iris está casada con un colega y la Liga de la Justicia no existe. Por su parte, Aquaman y sus fuerzas atlantes han hundido la mayor parte de Europa, mientras que Wonder Woman ha liderado a las amazonas en la conquista de Reino Unido, y ambas fuerzas están ahora en una guerra después de que un intento de alianza entre ellas provocara que Wonder Woman asesinara a la esposa de Aquaman, Mera, debido a que había descubierto que Aquaman y Wonder Woman tuvieron una aventura secreta y Mera se enfrentó a Wonder Woman, lo que le costó la vida. Cyborg ha reunido a un equipo para eliminar a ambas facciones y busca a Batman en Gotham City para unirse a ellos, pero su negativa lleva al gobierno a cancelar el plan, y en su lugar reclutar al piloto Hal Jordan para volar una nave extraterrestre para bombardear a los atlantes.
Barry visita la mansión Wayne buscando respuestas, pero es atacado por Batman, quien se da cuenta de que no es Bruce Wayne sino su padre, Thomas Wayne, sospechoso de las declaraciones de Barry, Batman rompe uno de sus dedos. Barry finalmente convence a Batman de que se encuentra en una realidad alternativa, donde Bruce fue asesinado por Joe Chill; lo que hizo que Thomas se convirtiera en Batman y Martha Wayne, enloquecida por la muerte de su hijo, se convirtiera en el Joker. Intentando explicar las cosas a Thomas Wayne, Barry recupera su traje del anillo, pero en su lugar aparece el traje del Flash Reverso, lo que provoca que Barry deduzca que Eobard Thawne es responsable de la alteración de la línea de tiempo. Barry convence a Batman para que lo ayude a recrear el accidente que le dio sus poderes, pero el intento fracasa y Barry termina severamente herido.
En Londres, Steve Trevor intenta sacar a la reportera Lois Lane, pero es descubierto por las Amazonas que lo asesinan. Las Amazonas cazan a Lane, pero es rescatada por la resistencia local. Mientras, en los restos de París, Deathstroke y Lex Luthor son atacados por las fuerzas atlantes mientras rastreaban el rastro de energía de la nueva arma de Aquaman, que es impulsada por el cautivo Capitán Átomo.
En la Batcueva, después de darse cuenta de que sus recuerdos están cambiando, Barry le pide ayuda a Batman para recrear el accidente nuevamente. El segundo intento tiene éxito y restaura los poderes de Barry, pero este descubre que no puede viajar en el tiempo debido a Thawne también esta usando la Fuerza de la Velocidad. Barry recluta más aliados, comenzando con un Supermán demacrado, que es prisionero del gobierno de los Estados Unidos después de que su nave se estrellara en Metrópolis. Con ayuda de Batman y Cyborg, liberan a Supermán, quien por primera vez recibe el poder del sol amarillo de la Tierra y se aleja de la seguridad de la instalación, luego se va volando en temor y confusión. Barry se derrumba mientras sus recuerdos siguen cambiando.
Barry es llevado a la casa de Billy Batson para recuperarse y donde también se entera de que el ataque de Jordan ha fallado y que la batalla final entre los atlantes y las amazonas ha comenzado. Barry convence a los superhéroes para que ayuden a detener la guerra y parten hacia Reino Unido a bordo del avión de Thomas, solo para ser derribados al llegar. Batson y sus hermanos se combinan en Capitán trueno para luchar contra Wonder Woman, mientras que Barry, Cyborg y Batman se ocupan de Aquaman. Después de matar a Black Manta junto a Grifter, Batman es herido por Ocean Master. Thawne se revela a sí mismo y después de golpear brutalmente a Barry, explica que el propio Barry es responsable de esta línea de tiempo alternativa, ya que se revela que después del asalto al museo, Barry viajó en el tiempo al pasado, para evitar el asesinato de su madre y salvarla, pero a raíz de este acto irresponsable acabó fracturando el tejido de la realidad causando que el tiempo se volviese inestable, hasta que finalmente convirtió al mundo en un infierno viviente. Por otro lado, Wonder Woman usa su lazo para obligar al Capitán Trueno a volver a ser Batson y sus hermanos, donde rápidamente asesina a Batson para evitar el regreso de este héroe, por su parte Supermán regresa desde el espacio exterior y usa su visión de calor para córtale un brazo a Aquaman y usa su súper soplido para apartar al rey atlante de Cyborg, pero desafortunadamente no puede salvar la vida Cyborg y muere poco después. Posteriormente Aquaman ve con horror a todos sus camaradas caídos y rápidamente es apuñalado por la espalda por Wonder Woman, donde ambos declaran la intención de arreglar las cosas a su manera, pero antes de caer derrotado, Aquaman activa manualmente la bomba que esta conectada al Capitán Átomo con un rayo, mientras tanto en el submarino atlante uno de los consejeros de Aquaman trata de liberar al Capitán Átomo de su prisión antes de que Aquaman active el dispositivo, pero desgraciadamente llega demasiado tarde y el dispositivo se activa, matando al Capitán Átomo en el proceso y provoca una gigantesca explosión atómica. Mientras la explosión se extiende por el paisaje, Thawne declara su intención de mantener a Barry en esta realidad para matarlo, pero su exceso de confianza lo termina traicionando y es asesinado por Batman, quien sigilosamente se le aparece por la espalda y le dispara en la cabeza con la pistola que tenía en la Baticueva. Ahora con Thawne fuera del camino, Thomas le menciona a Barry que la única forma de salvar al mundo es evitando que esta realidad exista y le pide a Barry que corra y le da una carta dirigida a su hijo. Conforme la onda expansiva de la explosión atómica se acerca y consume toda la ciudad, Wonder Woman por su parte se arrodilla ante el cuerpo inerte de Aquaman, donde parece mostrar cierto arrepentimiento de lo que había hecho y abraza al rey atlante en señal de perdón y finalmente es alcanzada por la colosal onda expansiva y muere. Por otro lado, Barry, estando casi malherido, usa toda la fuerza de velocidad que le queda y corre lo más rápido que puede para regresar en el tiempo, a medida que corre en la dimensión de la fuerza de velocidad, Barry termina por encontrarse con su yo del pasado, al cual le pide que se detenga de inmediato porque sino provocara la paradoja de tiempo que matara a todo el mundo, pero su yo del pasado lejos de escucharlo se niega a detenerse en salvar a su madre y le pide a que salga de su camino, conforme ambos se acercan al momento de la muerte de Nora Allen, se puede observar en esa línea de tiempo a esta última llegando a su casa con el pastel de cumpleaños de Barry, donde también se observa que una de las ventanas de su casa esta rota, en ese momento se puede ver a Nora colocando las velas en el pastel, hasta que de repente un hombre se aparece sigilosamente por la espalda de ella a punto de matarla, al no tener más opción Barry opta por saltar sobre su yo del pasado y finalmente consigue detenerlo, donde luego se escucha a Barry diciendo; "Mama, lo siento mucho", pero a raíz de esto nuevamente se fractura el tiempo, creando otra línea de tiempo alternativa.
Poco después, Barry se despierta en su trabajo y descubre que la realidad parece haber vuelto a la normalidad. Momentos después, Barry sale de su trabajo y visita la tumba de su madre, donde finalmente admite que comprendió la frase que su madre le dijo hace mucho tiempo atrás, en ese momento Iris se aparece y Barry la recibe con un beso, donde también le menciona que todo esta bien ahora. Más tarde, Barry visita a Bruce Wayne en Gotham City, ahora vistiendo un nuevo traje, para contarle todo lo ocurrido en su viaje en el tiempo, donde también menciona que a pesar de todo aun conserva todos los recuerdos de aquella línea de tiempo en la que estuvo previamente, al no tener idea de la anomalía, Bruce le menciona que esos recuerdos tal vez fueron un regalo, momentos después Barry decide entregarle a Bruce la carta que le envió su padre de la realidad alterna, donde rápidamente Bruce reconoce la letra y decide leer la carta. Al finalizar de leerla, Bruce se seca las lágrimas de los ojos y le da las gracias a Barry por lo que hizo, quien rápidamente se despide de él y sale corriendo, mientras sigue su camino Barry también deduce que esa tampoco es la realidad que él dejó, pero aun así es más parecida. Sabe que ahora las cosas serán distintas en ese nuevo universo: el universo 52.
En una escena poscréditos, un Boom Tube se abre en el espacio de la Tierra y emerge una horda de parademons.

## Críticas
El crítico argentino Francisco Pablo Coluccia dedicó un artículo exhaustivamente dedicado al personaje de Flash y el recurso del flashpoint. En el mismo se pregunta "¿Qué hacemos cuando estamos dibujando o escribiendo algo, sea un libro, una nota, la lista del super, y los errores son tantos que ya resulta insalvable? Arrugamos el papel y lo arrojamos a la basura. Bueno, en el mundo del entretenimiento hacen lo mismo, pero a lo grande… muy a lo grande. No nos queda claro si la compañía pretende utilizar Flashpoint como recurso para acomodar las cosas o sencillamente siente que este arco argumental será más atractivo para los espectadores".
El sitio Filmaffinity le brindó al film una puntuación de 7.1 basada en más de 2000 votaciones. Brian Lowry de Variety comentó "Es una incorporación interesante al ambicioso surtido de animación seria de la Warner Bros dirigida a los adultos amantes de los comics". Los críticos de Rotten Tomatoes calificaron a la película con un 100% de aprobación mientras que la audiencia la puntualizó con más de un 90% basada en más de 5.000 críticas y puntualizaciones.

## Reparto
| Personaje                                    | Actor de voz original (Estados Unidos) | Actor de doblaje (Hispanoamérica) |
| -------------------------------------------- | -------------------------------------- | --------------------------------- |
| Barry Allen / Flash                          | Justin Chambers                        | Jhonny Torres                     |
| Eobard Thawne / Profesor Zoom                | C. Thomas Howell                       | Renzo Jiménez                     |
| Bruce Wayne / Batman                         | Kevin Conroy                           | Héctor Indriago                   |
| Thomas Wayne / Batman                        | Kevin McKidd                           | Héctor Indriago                   |
| Victor Stone / Cyborg                        | Michael B. Jordan                      | Nayip Rodríguez                   |
| Etrigan el Demonio                           | Dee Bradley Baker                      | ¿?                                |
| Top                                          | Dee Bradley Baker                      | Ramón Guerra                      |
| Grillo de Canterbury                         | Dee Bradley Baker                      | Ramón Guerra                      |
| Lex Luthor                                   | Steve Blum                             | Esteban García                    |
| Capitán Trueno                               | Steve Blum                             | Eder La Barrera                   |
| Clark Kent / Kal-El / Superman               | Sam Daly                               | José Durán                        |
| Lois Lane                                    | Dana Delany                            | María José Estévez                |
| Orin / Arthur Curry / Aquaman                | Cary Elwes                             | Juan Guzmán                       |
| Hal Jordan / Green Lantern                   | Nathan Fillion                         | Ángel Balam                       |
| Nora Allen                                   | Grey DeLisle-Griffin                   | Marisol Durán                     |
| Barry Allen (niño)                           | Grey DeLisle-Griffin                   | Melanie Henríquez                 |
| Martha Wayne / Joker                         | Grey DeLisle-Griffin                   | Mayela Pérez Ferrer               |
| Iris West                                    | Jennifer Hale                          | Melanie Henríquez                 |
| Billy Batson                                 | Jennifer Hale                          | Eder La Barrera                   |
| General Sam Lane                             | Danny Huston                           | Guillermo Martínez                |
| Cole Cash / Grifter                          | Danny Jacobs                           | Henrique Palacios                 |
| Leonard Snart / Capitán Frío                 | Danny Jacobs                           | Sergio Pinto                      |
| Dr. Vulko                                    | Peter Jessop                           | Roger Eliud López                 |
| Nathaniel Adam / Capitán Átomo               | Lex Lang                               | Jhonny Torres / Sergio Pinto      |
| Princesa Diana / Wonder Woman                | Vanessa Marshall                       | Marycel González                  |
| Perséfone                                    | Candi Milo                             | Mayela Pérez Ferrer               |
| Pedro Peña                                   | Candi Milo                             | Judith Noguera                    |
| Slade Wilson / Deathstroke                   | Ron Perlman                            | Ángel Lugo                        |
| Presidente de los Estados Unidos             | Kevin Michael Richardson               | Sergio Pinto                      |
| Steve Trevor                                 | James Patrick Stuart                   | Rolman Bastidas                   |
| George "Digger" Harkness / Capitán Boomerang | James Patrick Stuart                   | Angelo Suárez                     |
| Orm Marius / Ocean Master                    | James Patrick Stuart                   | David D'Urso                      |
| Yo-Yo                                        | Hynden Walch                           | Judith Noguera                    |